# Пречиствателна станция
Пречиствателната станция е промишлено съоръжение, което се използва за пречистване на питейна вода, или съоръженията и последователността на обработка са създадени за пречистване на отпадни битови септични или индустриални води от индустрията или населените места. Използването ѝ е от огромно значение за възстановяване на природните ресурси, за опазване на околната среда и екологическото равновесие, особено в гъсто населени райони или крупни промишлени предприятия.

## Основни процеси
Пречиствателните станции се изграждат за пречистване на водата за конкретни нужди до постигане на зададени качествени показатели, което определя използваните технически средства и прилаганата технология. Те разполагат със системи за пречистване, които третират водата в зависимост от потребностите с използването на химични, физични и механични методи. Почистването се осъществява последователно, като в зависимост от целите се осъществява механично почистване (за речни или повърхностни води), неутрализация, декарбонизация, утаяване, филтрация, отделяне на манган и желязо, деминерализация и биологично почистване до постигане на предварително зададени норми. Всичко това се осъществява под непрекъснат лабораторен контрол поради особената важност на процеса – създаване на питейна вода или почистване водата до степен да се включи към речните потоци, без да замърсява околната среда и да не представлява биологична опасност за хората и животните.

## Видове
Според размера и капацитета за преработка се различават три вида: малки, средни и големи.
Малките са с капацитет до 2000 ЕЖ (еквивалент жител). Предназначени са за пречистване на битови септични (фекални) отпадъчни води от жилища, офиси, хотели, вили, обществени сгради, производствени предприятия и др. Те биват биологични анаеробни пречиствателни станции, третиращи замърсените води на принципа на SBR – Sequencing Batch Reactor (последователно циклично третиране на водите) или на принципа на по-опростения метод с гравитачно оттичане на пречистената вода.
Биологични пречиствателни станции – техният основен процес е да превръщат биологичните вещества от отпадъчните води в активна утайка.